# James Pope-Hennessy
Richard James Arthur Pope-Hennessy (Londres, 20 de noviembre de 1916-Londres, 25 de enero de 1974) fue un biógrafo y escritor de viajes británico. Durante la Segunda Guerra Mundial se alistó en el ejército, entre otras actividades fue asignado a inteligencia militar y comisionado al Estado Mayor del ejército británico en Washington D. C. Entre su extensa obra publicó una biografía de María de Teck en 1959, por ese motivo fue creado comendador de la Real Orden Victoriana en 1960.

## Biografía

### Primeros años
Nació en Londres y fue el hijo menor de Ladislaus Herbert Richard Pope-Hennessy, un militar del condado de Cork en Irlanda, y su esposa, Una Constance Pope-Hennessy, que era hija de Arthur Birch, Teniente Gobernador de Ceilán. James, provenía de una familia católica muy unida y fue educado en Downside School y en el Balliol College de la Universidad de Oxford, pero en general mostró una falta de interés en la educación formal y no disfrutó de su tiempo en Downside, ni en Oxford. En gran parte debido a la influencia de su madre, decidió convertirse en escritor y dejó Oxford en 1937 sin haber conseguido ningún título. 
Comenzó a trabajar para la editorial católica Sheed and Ward como asistente de redacción. Mientras desempeñaba su labor en las oficinas de la compañía, en Paternoster Row, en Londres, inició su primer libro, London Fabric (1939), por el que fue galardonado con el Hawthornden Prize. Dejó la editorial en 1938 cuando su madre le encontró un trabajo como secretario privado de Hubert Young, gobernador de Trinidad y Tobago. Aunque su estancia en el extranjero le brindó el material para su posterior obra West Indian Summer (1943), no le gustaron las Indias Occidentales y la atmósfera de la Casa de Gobierno.

### Segunda Guerra Mundial y después
El estallido de la Segunda Guerra Mundial le dio una excusa para regresar a Gran Bretaña, donde se alistó como soldado en una batería antiaérea bajo el mando de Sir Victor Cazalet. A causa de un ascenso en el escalafón, fue trasladado a inteligencia militar, se le asignó una comisión y pasó la última parte de la guerra como miembro del Estado Mayor del ejército británico en Washington D. C. Pope-Hennessy disfrutó de su tiempo en los Estados Unidos y adquirió también muchas amistades. Tras el fin de la guerra, escribió un relato de sus experiencias en América. A su regreso a Londres en 1945 compartió un apartamento con el oficial de inteligencia británico Guy Burgess, quien más tarde desertó a la Unión Soviética. Tuvo un breve paso como editor literario de The Spectator entre 1947 y 1949, antes de que decidiera viajar a Francia y escribir Aspects of Provence, que fue publicado en 1952. 

### Su paso por la biografía
Con el tiempo se establecería como uno de los biógrafos más importantes de su tiempo; su primer esfuerzo en este sentido fue una biografía en dos volúmenes de Richard Monckton Milnes que apareció en 1949 bajo el título The Years of Promise y The Flight of Youth. Este fue seguido por las biografías del Conde de Crewe y de la reina María (Queen Mary), por la que fue creado comendador de la Real Orden Victoriana en 1960. También escribió la vida de su abuelo, el gobernador colonial John Pope Hennessy, bajo el título Verandah, seguida por un relato acerca los traficantes de esclavos en el Atlántico, Sins of the Fathers (1967).
En 1970, adoptó la ciudadanía irlandesa y se fue a vivir a Banagher en el condado de Offaly, donde tomó habitaciones en el hotel The Shannon, y durante los siguientes años produjo las respetables biografías de Anthony Trollope y Robert Louis Stevenson. Trollope mismo había elegido al abuelo de James, John Pope Hennessy, como base para el personaje de Phineas Finn en su novela del mismo nombre. La biografía de Robert Louis Stevenson se publicó póstumamente y sin revisión en 1974. Se convirtió en una figura popular en Banagher, evidenciado por el hecho de que se le pidió que fuera juez en un concurso de belleza y en la Feria del Caballo local, la más antigua de Irlanda. Regresó a Londres en 1974 para empezar a trabajar en su siguiente tema, Noël Coward.

### Últimos años
A pesar de ser un escritor profesional de éxito, Pope-Hennessy fue descuidado con el dinero. Sufrió una serie de crisis financieras y a menudo se apoyó en la buena voluntad de sus amigos para salir adelante. En su diario el 13 de junio de 1942, James Lees-Milne registró: "Jamesey dijo que quería dormir con una mujer y expresó dudas". Fue una alcohólico y frecuentaba bares clandestinos  y sombríos pubs donde se mezclaba con la multitud. Fue brutalmente asesinado en su apartamento de Londres en el 9 de Ladbroke Grove, por tres jóvenes, uno de los cuales había sido su amante, el 25 de enero de 1974. Fue enterrado en el cementerio de Kensal Green.

## Obra
- London Fabric, (1939)
- History Under Fire - 52 Photographs of Air Raid Damage to London Buildings, 1940-41. Con Cecil Beaton, (1941)
- West Indian Summer, (1943)
- America is an Atmosphere, (1947)
- The Years of Promise, (1950)
- Beautiful London. 103 fotografías por Helmut Gernsheim. Prefacio, (1950)
- The Flight of Youth, (1951)
- Aspects of Provence, (1952)
- The Baths of Absolom, (1953)
- The Houses of Parliament. Fotografiada por Hans Wild. Introducción (1953)
- Lord Crewe, the Likeness of a Liberal, (1955)
- Queen Mary, (1959)
- Queen Victoria at Windsor and Balmoral, (1959)
- Verandah, (1964)
- Sins of the Fathers, (1967)
- Half-Crown Colony: A Hong Kong Notebook, (1969)
- Anthony Trollope, (1971)
- Robert Louis Stevenson, (1974)
- A Lonely Business - A Self Portrait of James Pope-Hennessy, (1981). Editado por Peter Quennell.